# جون ليجراند بون
جون ليجراند بون (بالفرنسية: Johan Le Bon )‏ (و. 1990  م) هو راكب دراجة هوائية فرنسي، ولد في لانيون، شارك في طواف إسبانيا، وطواف إيطاليا 2014، وطواف إسبانيا 2014، وبوكليس دي لا مايين 2017 ‏، مركز لعبه هو Rouleur ‏.

## سباقات أو مراحل فاز بها
| التاريخ        | السباق                                                     | المركز                      |
| -------------- | ---------------------------------------------------------- | --------------------------- |
| 01 يناير 2008  | 2008 UCI Road World Championships – Junior men's road race | الفائز في التصنيف العام     |
| 04 يوليو 2008  | 2008 European Road Cycling Championships Men U19 ITT       |                             |
| 06 يوليو 2008  | 2008 European Road Cycling Championships Men U19 RR        | الفائز في التصنيف العام     |
| 07 يونيو 2009  | 2009 Coupe des Nations Ville Saguenay                      | الفائز في التصنيف العام     |
| 01 يناير 2013  | بطولة فرنسا لسباق الدراجات ضد الزمن 2013                   |                             |
| 01 يناير 2013  | كأس فرنسا لركوب الدراجات على الطريق 2013                   | السابع في تصنيف أفضل شاب    |
| 14 أبريل 2013  | ترو-برو ليون 2013                                          | الثاني في التصنيف العام     |
| 01 مارس 2014   | طواف نيوشبلاد 2014                                         | المرتبة 17 في التصنيف العام |
| 09 مارس 2014   | ثلاثة أيام فلاندرز الغربية 2014                            |                             |
| 18 أكتوبر 2015 | 2015 Chrono des Nations                                    |                             |
| 31 مارس 2016   | ثلاثة أيام من دي بان 2016                                  | العاشر في التصنيف العام     |
| 25 سبتمبر 2016 | 2016 Duo Normand                                           |                             |
| 15 فبراير 2020 | 2020 Malaysian International Classic Race                  | الفائز في التصنيف العام     |
| 01 مايو 2022   | طواف دي بريتاجن 2022                                       | الفائز في التصنيف العام     |

## روابط خارجية
- جون ليجراند بون على موقع الاتحاد الدولي للدراجات (الإنجليزية)
- جون ليجراند بون على موقع أرشيف الدراجات (الإنجليزية)
- جون ليجراند بون على موقع إحصائيات الدراجات الإحترافية (الإنجليزية)
- جون ليجراند بون على موقع نسبة الدراجات (الإنجليزية)